# 弧唇弓鱼
弧唇弓鱼（学名：Racoma curvilabiata）为鲤科弓鱼属的鱼类，俗名吉啊。在中国，分布于雅鲁藏布江下游的幹流與支流，還有察隅河、丹巴曲等。

## 扩展阅读
維基物種上的相關：弧唇弓鱼